# Lockheed Have Blue
El Lockheed Have Blue fue el nombre en clave para un prototipo del programa stealth de la Lockheed que precedió a la producción del proyecto del avión furtivo F-117 Nighthawk. Diseñado por los Programas de Desarrollo Avanzado de la Lockheed, ahora Programas de Desarrollo Avanzado de la Lockheed Martin, más conocida como Skunk Works, Have Blue fue desarrollado en la secreta base Área 51, cerca de Rachel, Nevada. Have Blue fue la primera aeronave de ala fija diseñada desde una perspectiva de ingeniería eléctrica (en lugar de una aerodinámica). Las formas y los ángulos con matices de la aeronave fueron diseñadas para desviar las ondas electromagnéticas, reduciendo así en gran medida su identificación en el radar.